# Гачек
Га́чек (чеськ. háček «гачок», англ. caron) — діакритичний знак, що вживають у латинській абетці над деякими буквами для зміни їхнього звучання. Найпоширеніші літери з гачеком — č, ř, š, ž. Авторство знаку належить Янові Гусу, що ввів його 1410 року. Форма походить від точки над літерою. Згодом вигляд став сучасним.

## Назва
В офіційній англомовній номенклатурі Юнікоду використовується назва caron, (наприклад, Latin capital letter Z with caron). Перша згадка цієї назви датується 1967 роком у посібнику, розробленому для уряду США «United States Government Printing Office Style Manual», а згодом використана у таких наборів символів, як DIN 31624 (1979), ISO 5426 (1980), ISO/IEC 6937 (1983) та ISO/IEC 8859-2 (1985). Походження назви залишається незрозумілим, але було припущено, що воно походить від поєднання слів caret і macron.
Назва haček (без позначки довгої голосної) зустрічається в більшості англійських словників, Оксфордський словник англійської мови подає її ще у виданні 1953 року. У чеській мові háček означає гачок, форма множини — háčky.
У словацькій знак називається mäkčeň («пом'якшувач»), у словенській strešica («дашок») чи kljukica («гачок»), у хорватській та сербській kvaka чи kvačica (теж «гачок»), у литовській paukščiukas («пташка»), katus («дах») у естонській, hattu («капелюх») у фінській та ičášleče («клин») у мові лакота.

## Слов'янські мови
Спочатку знак вживався лише в чеській писемності, зараз також вживається в словацькій. 1830 року Людевит Гай ввів гачек у хорватську писемність. З середини 19 століття вживається в словенській писемності. Наразі вживається в лужицьких мовах .
З 1834 року робилися спроби запровадити гачек до українських абеток на основі латинки, з початку 20 століття знак зустрічається в білоруській латинці. Сьогодні гачек іноді використовують для транслітерації латинкою українських слів (хоча зазвичай українські власні назви відтворюють засобами англійської мови).

## Балтійські мови
Гачек використовується також в алфавітах сучасних балтійських мов: литовської та латиської.

## Транскрипція та транслітерація
Букви з гачеком широко вживані в лінгвістичних роботах при транскрипції безписемних мов світу (у тому числі в записі реконструйованих праформ — праслов'янських, праіндоєвропейських), а також у латинській транслітерації інших писемностей, в тому числі й слов'янської кирилиці. Однак в МФА вживання цього знака обмежене (наприклад, для шиплячого, що відповідає кириличному ш або чеському š, використовується символ ʃ).

## Письмові та друковані гачеки
У друкованому тексті гачек, що вживається з певними літерами (малі ť, ď, ľ, велика Ľ) перетворюється на позначку, схожу на апостроф. У рукописному тексті це трапляється рідко. Незважаючи на схожість із апострофом, існують значні відмінності в кернингу. Використання апострофа замість гачека вважається непрофесійним, хоча часто зустрічається на товарах, вироблених за кордоном та імпортованих до Чехії та Словаччини (для порівняння: t' — ť, L'ahko — Ľahko). (Апострофи, що позначають пом'якшення у деяких прибалтійсько-фінських мовах, таких як вируська та карельська, не є формами гачека.)